# Kitaibaraki
Kitaibaraki (北茨城市?) è una città giapponese della prefettura di Ibaraki.